# Царски и краљевски
Царски и краљевски (ц. и кр.; њем. kaiserlich und königlich, типично скраћено као k. u. k., k. und k., k. & k.) фраза је која се односи на двор и/или власт Хабзбурговаца у широј историјској перспективи. Поједини аутори ограничавају употребу фразе само на Двојну монархију Аустроугарску од 1867. до 1918. године. Током тог периода, хабзбуршки монарх владао су истовремено као цар (њем. Kaiser — цар Аустрије) и краљ (њем. König — краљ Угарске), док су двије територије биле спојене у реалну унију (слично федерацији двије државе у овом случају). Акти заједничке владе која је била одговорна само за царско и краљевско (ц. и кр.) министарство спољних послова, ц. и кр. министарство рата и ц. и кр. министарство финансија (финансирање друга два министарства), усвајани су у име „Његовог царског и краљевског величанства”, а средишња државна тијела има су називе с префиксом ц. и кр.

## Симболична употреба везникаи
Прије 1867, територије под контролом хабзбуршког монарха у Бечу наизмјенично су користиле царски и краљевски или царско-краљевски. Ниједним од правописних правила није дефинисана хијерархија међу хабзбуршким династичким краљевствима, војводствима и другим политичким тијелима. Хабзбуршки монарси су као краљеви владали Угарском, Бохемијом и Хрватском. Титула цара примјењивала се за њихову улогу шефова конгломерата углавном њемачких држава унутар Светог римског царства до 1806. године. Титула цара такође је идентификовала њихову улога владара новоименованог Аустријског царства од 11. августа 1804. године.
Назив „Царско-краљевска војска” користио се од 1745, гдје је „краљевска” означавала Краљевину Угарску, која није била дио Светог римског царства, али је била под хабзбуршком управом.
Након Аустро-угарске нагодбе 1867, Угари су инсистирали на употреби везника и у свим приликама како би истакли нови аутономни статус краљевине унутар Хабзбуршким земаља. Употреба фразе „царски и краљевски” одређена је у писму које је цар написао 17. октобра 1889. за војску, морнарицу и институције које дијеле оба дијела монархије. Према томе, скраћеница ц. кр. односи се само на институције „аустријског” дијела Аустроугарске (Цислајтанија). Скраћеница кр. уг. (значи „краљевско угарско”) односи се владине органе Краљевине Угарске (Транслајтанија).
У службеним документима, коришћена скраћеница даје информације о циљаном земљишту:
- ц. кр. или ц.-кр. — „царско (аустријско) — краљевско (бохемско)” односи се на Аустријско царство прије 1867. и на аустријски дио Аустроугарске 1867—1918. године.
- ц. и кр.— „царско (аустријско) и краљевско (угарско)” односи се на Аустроугарску 1867—1918.